# Oonops chilapensis
Oonops chilapensis är en spindelart som beskrevs av Chamberlin och Ivie 1936. Oonops chilapensis ingår i släktet Oonops och familjen dansspindlar. Inga underarter finns listade i Catalogue of Life.